# Aspidomorphi
Anaspidomorphi là một siêu lớp tuyệt chủng của cá không hàm.

## Phân loại
Theo cách phân loại mới hơn dựa trên cách phân loại của Nelson, Grande và Wilson 2016 và van der Laan 2018, phát sinh của siêu lớp Anaspidomorphi được phân thành như sau đây:
- Liên lớp †Anaspidomorphi
  - Bộ †Euphanerida
    - Họ †Euphaneropidae Woodward 1900

  - Bộ †Jamoytiiformes Halstead-Tarlo 1967
    - Họ †Achanarellidae Newman 2002
    - Họ †Jamoytiidae White 1946

  - Lớp †Anaspida Janvier 1996 non Williston 1917
    - Bộ †Endeiolepidiformes Berg 1940
      - Họ †Endeiolepididae Stensio 1939

    - Bộ †Birkeniiformes Stensiö 1964
      - Họ †Pharyngolepididae Kiær 1924
      - Họ †Pterygolepididae Obručhev 1964
      - Họ †Rhyncholepididae Kiær 1924
      - Họ †Tahulalepididae Blom, Märss & Miller 2002
      - Họ †Lasaniidae Goodrich 1909
      - Họ †Ramsaasalepididae Blom, Märss & Miller 2003
      - Họ †Birkeniidae Traquair 1899
      - Họ †Septentrioniidae Blom, Märss & Miller 2002